# 高井反应
Takai反应（高井反应），又称Takai烯化反应（Takai olefination）、Takai烯烃合成，由 Takai Kazuhiko（高井和彦）首先报道。
醛与偕二卤代烃在二价铬催化下形成碳-碳双键，在醛基碳上延长碳原子。此反应一般有很高的 E/Z 选择性，很适合反式双键的制备。
其最早形式 (1986) 为苯甲醛与碘仿或溴仿在过量氯化亚铬作用下偶联为苯乙烯卤。
1987年，Takai 将反应拓展至无卤烯烃的合成。

## 反应机理
Takai 认为反应中首先两分子铬(Ⅱ)对卤仿进行氧化加成，生成铬(Ⅲ)物种，然后碳双负离子对醛发生1,2-加成，随之失去氧和两个铬原子，形成双键。从中间体的纽曼式可以看出，加成物两个体积较大的含铬基团的反叠构象，以及有位阻的烷基和卤原子的反叠排列，是确保消除后生成反式烯烃的关键。